# Crosslauf-Europameisterschaften 2020
Die 27. Crosslauf-Europameisterschaften der EAA hätten am 13. Dezember 2020 in Fingal im Bezirk der irischen Hauptstadt Dublin stattfinden sollen. Es wären die zweiten Europameisterschaften nach 2009 in der Region gewesen.
Auf der Sitzung am 8. September 2020 standen die Meisterschaften auf der Tagesordnung des Exekutivkomitees von European Athletics in Lausanne (Schweiz). Im Gespräch mit dem lokalen Organisationskomitee wurde schnell deutlich, dass aufgrund der COVID-19-Pandemie die allgemeine Unsicherheit hinsichtlich Massenveranstaltungen im Sport, die Hygienevorschriften in Irland und auch Reiseeinschränkungen in ganz Europa es nicht ermöglichten, die Veranstaltung wie geplant durchzuführen.